# Holzheim (Dillingen)
Pour les articles homonymes, voir Holzheim.
Holzheim est une commune de Bavière (Allemagne), située dans l'arrondissement de Dillingen, dans le district de Souabe.

## Culture locale et patrimoine
- Abbaye de Fultenbach qui est une ancienne abbaye bénédictine.